# Sesamum schinzianum
Sesamum schinzianum är en sesamväxtart som beskrevs av Aschers. och Schinz. Sesamum schinzianum ingår i släktet sesamer, och familjen sesamväxter. Inga underarter finns listade i Catalogue of Life.